# Lista de condados de Nova Iorque
O estado norte-americano de Nova Iorque possui 62 condados, sendo que cinco deles são distritos da cidade de Nova Iorque, não possuindo os mesmos poderes dos outros 57 condados.

## Lista de condados

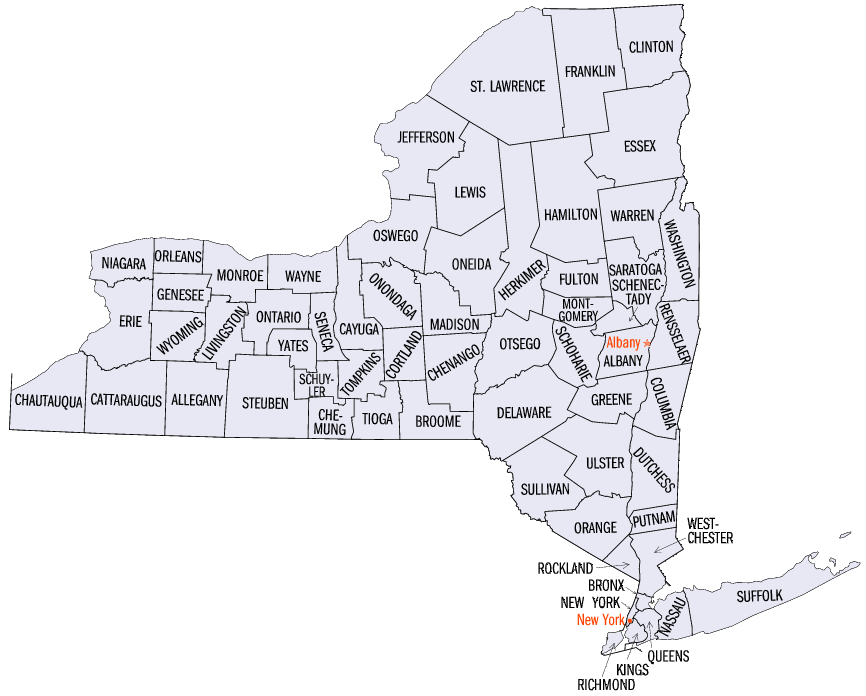
Mapa do estado de Nova Iorque, e seus 62 condados.

## A
- Albany
- Allegany

## B
- Bronx
- Broome

## C
- Cattaraugus
- Cayuga
- Chautauqua
- Chemung
- Chenango
- Clinton
- Columbia
- Cortland

## D
- Delaware
- Dutchess

## E
- Erie
- Essex

## F
- Franklin
- Fulton

## G
- Genesee
- Greene

## H
- Hamilton
- Herkimer

## J
- Jefferson

## K
- Kings

## L
- Lewis
- Livingston

## M
- Madison
- Monroe
- Montgomery

## N
- Nassau
- Nova Iorque
- Niagara

## O
- Oneida
- Onondaga
- Ontário
- Orange
- Orleans
- Oswego
- Otsego

## P
- Putnam

## Q
- Queens

## R
- Rensselaer
- Richmond
- Rockland

## S
- Saratoga
- Schenectady
- Schoharie
- Schuyler
- Seneca
- St. Lawrence
- Steuben
- Suffolk
- Sullivan

## T
- Tioga
- Tompkins

## U
- Ulster

## W
- Warren
- Washington
- Wayne
- Westchester
- Wyoming

## Y
- Yates